# Mieczysław Pemper
Mieczysław « Mietek » Pemper, né le 24 mars 1920 à Cracovie et mort le 7 juin 2011 à Augsbourg, est un survivant de la Shoah juif polonais. Pemper contribue à la compilation et à la rédaction de la célèbre liste d'Oskar Schindler, qui a permis le sauvetage d'environ 1 200 personnes menacées par la Shoah pendant la Seconde Guerre mondiale,.

## Biographie

### Premières années
Mieczysław Pemper naît dans une famille polonaise juive à Cracovie, sous la Deuxième République de Pologne. Ses parents sont Jakub et Regina Pemper et il a un frère plus jeune, Stefan Pemper. En polonais, Mietek est le diminutif de Mieczysław ; sa famille et ses amis l'appellent par son diminutif. Depuis l'enfance, Mieczysław Pemper est bilingue polonais et allemand. Il mène de front des études de droit à l'université Jagellonne et d'administration des affaires à l'Académie de commerce de Cracovie.

### Płaszów et Oskar Schindler

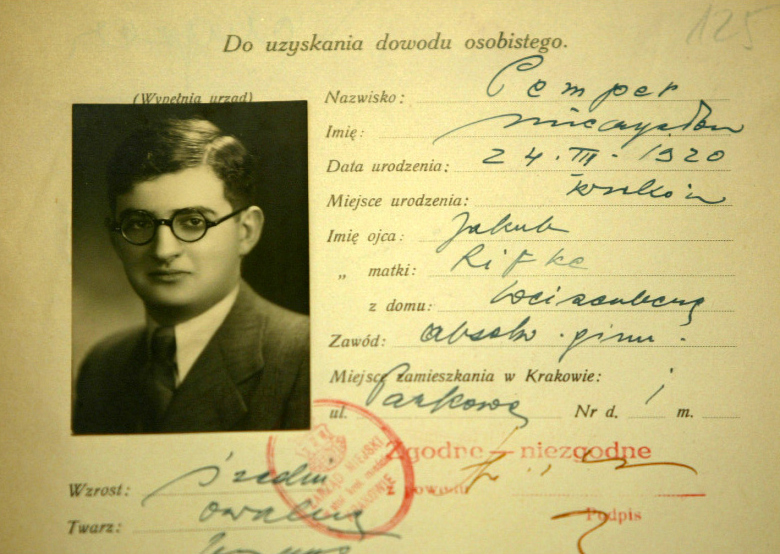
Mieczysław Pemper en 1938.

Mieczysław Pemper a 19 ans quand le Troisième Reich envahit la Pologne en 1939. Les nazis imposent à tous les Juifs de Cracovie, y compris la famille Pemper, le port de l'étoile jaune. En protestation contre cette mesure, Mieczysław Pemper reste le plus souvent possible chez lui. Pendant cette période où il passe la majorité de son temps dans l'appartement familial, il décide de s'auto-former à la sténographie allemande. Peu après, la famille Pemper se retrouve confinée au ghetto de Cracovie ; les dirigeants nazis nomment rapidement Mieczysław Pemper au poste de commis pour le Judenrat (en) qui administre le ghetto. Pemper exerce aussi la fonction d'interprète allemand-polonais pour les résidents du ghetto et il transcrit des émissions radio de la BBC.
Au ghetto de Cracovie, les déportations commencent vers fin 1942 puis, entre les 13 et 15 mars 1943, les nazis procèdent à la liquidation du ghetto. Pemper est déporté de Cracovie vers le camp de concentration de Płaszów,. En raison de ses services auprès du Judenrat du ghetto de Cracovie, Pemper est affecté, en tant que secrétaire personnel et sténographe, au service d'Amon Göth, le célèbre commandant de Płaszów. Le poste de Pemper auprès de Göth lui fournit un accès rare à des documents que reçoit ce dernier de la part des autorités nazies. En travaillant pour Göth, Pemper fait aussi la connaissance d'Oskar Schindler, homme d'affaires et industriel allemand qui a des relations avec le marché noir. Les premiers temps, Schindler cherche à tirer bénéfice de l'occupation allemande en Pologne et, au cours de la guerre, il décide d'ouvrir une usine d'émaillage à Cracovie, avec des travailleurs juifs. Au fil du temps, Schindler sympathise avec ses employés et joue de son influence pour les protéger. Itzhak Stern, comptable et meilleur ami de Pemper au secrétariat d'Amon Göth, persuade son ami qu'il est possible de faire confiance à Schindler.
Pemper écrit sa première lettre à Oskar Schindler en mars 1943, sans savoir que ce dernier fraternise avec ses travailleurs juifs. Via son travail de secrétariat, Pemper découvre en 1944 que les nazis prévoient de fermer toutes les usines qui ne participent pas directement à l'effort de guerre, y compris celle de Schindler et ses autres installations connexes à Płaszów. Ces fermetures signifient que les prisonniers juifs de Płaszów seraient déportés vers un camp d'extermination. Pemper prévient personnellement Schindler et le persuade de changer ses lignes de production pour fabriquer des grenades antichar, afin de sauver les travailleurs juifs attachés à Schindler,. Pemper ne communique à Schindler qu'un minimum d'information, de crainte que l'industriel ne veuille le pousser à partager les dossiers secrets des nazis rangés au service administratif de Płaszów.
Pemper participe à la rédaction de la célèbre liste de Schindler pour sauver autant de travailleurs juifs que possible. En collaboration avec Schindler et d'autres personnes du camp de concentration de Płaszów, dont Itzhak Stern, Pemper compile et écrit la liste de plus de 1 000 prisonniers juifs catégorisés comme « essentiels à l'effort de guerre nazi ». Nombre de personnes inscrites travaillent pour Schindler et d'autres noms sont ajoutés juste avant le départ du convoi. Les personnes figurant sur cette liste, y compris Pemper, sont transférées en octobre 1944 à la nouvelle usine de Schindler, à Brněnec. Ce transfert a permis, à terme, de sauver la vie des personnes inscrites sur la liste. Schindler y avait aussi fait ajouter les père, mère et frère de Pemper. Toutefois, Regina Pemper, malade, est restée à Auschwitz mais elle a survécu jusqu'à la libération du camp.
À la fin de la guerre, Oskar Schindler prononce un discours devant ses travailleurs juifs, dans lequel il annonce : « Ne me remerciez pas d'avoir survécu... remerciez plutôt les vaillants Stern et Pemper, qui n'ont cessé d'affronter la mort ».
Pemper témoigne contre Göth lors de son procès à Cracovie en 1946, après la fin de la guerre. Göth est condamné à mort et exécuté en 1946.

## Vie après la guerre
En 1958, Mieczysław Pemper s'installe à Augsbourg, en Bavière, et devient citoyen allemand. Il exerce comme conseiller en stratégie et militant interculturel, se tournant en particulier vers le dialogue entre Juifs et chrétiens et la réconciliation. Il reste ami proche d'Oskar Schindler jusqu'à la mort de ce dernier en 1974.
Mieczysław Pemper agit comme consultant pour La Liste de Schindler, film de Steven Spielberg diffusé en 1993. Le film minimise le rôle de Pemper sur le plan de sa collaboration avec Schindler pendant la guerre. Spielberg a voulu simplifier la narration du film en créant un personnage agrégeant plusieurs personnalités, incarné par l'acteur Ben Kingsley, qui s'appuie sur les rôles historiques de Pemper, Itzhak Stern et Abraham Bankier. Toutefois, Pemper ne tient pas compte du rôle minimisé que lui attribue le film, car il estime que sa réussite ne tient pas dans la liste qu'il a compilée et écrite mais dans « les actes de résistance multiples qui, à l'instar des petites pierres qui composent l'une après l'autre le motif d'une mosaïque, ont permis concrétiser l'ensemble des démarches », selon The Daily Telegraph. Spielberg rend hommage à Pemper et Stern hors caméra et les décrit comme des héros. Dans le film, Pemper est incarné par l'acteur Grzegorz Kwas,.
Le 13 septembre 1997, Mieczysław Pemper accorde un entretien filmé de quatre heures (en allemand), qui porte sur les événements avant et pendant sa captivité. La bobine est conservée à l'USC Shoah Foundation (en).
En 2001, Mieczysław Pemper reçoit la croix du mérite, première classe. En 2003, sa ville d'adoption, Augsbourg, lui décerne une médaille civique et, en 2007, lui accorde le titre de citoyen d'honneur.
En juin 2005, Mieczysław Pemper accorde une longue entrevue filmée à Vienne pour la société britannique Gigatel Cyf (Ltd). Pemper y retrace son parcours, depuis son enfance jusqu'à la suite de sa vie après la Shoah, en particulier sur la période qu'il a passée au camp de concentration de Płaszów commandé par Amon Göth. Pemper n'accepte cette entrevue qu'après dix-huit mois de sollicitations de la part d'un autre survivant de la Shoah, Edward Mosberg, qui lui-même a été détenu à Płaszów, au camp de concentration de Mauthausen et dans des camps à Linz. Certains passages de cette entrevue figurent dans le film Destination Unknown.
Mieczysław Pemper meurt à Augsbourg le 7 juin 2011, à l'âge de 91 ans. Il ne s'était jamais marié et n'avait plus de famille proche. Il est inhumé au cimetière juif d'Augsbourg et, en son honneur, les drapeaux de la ville sont mis en berne. Kurt Gribl (en), maire d'Augsbourg, lui rend hommage en déclarant : « Avec la mort de Mietek Pemper, la ville a perdu un grand artisan du dialogue entre juifs et chrétiens et de la réconciliation ».
L'autobiographie de Mieczysław Pemper, La Route vers la liberté, paraît le 11 mars 2011, peu après sa mort.